# Polydontes torrei
Polydontes torrei é uma espécie de gastrópode terrestre neotropical da família Pleurodontidae (antes entre os Camaenidae). Foi nomeada por Henry Augustus Pilsbry, em 1938, em homenagem a Carlos de la Torre, que nomeou a espécie Polydontes natensoni no mesmo ano. É nativa do Caribe.

## Descrição da concha e hábitos
Esta espécie apresenta conchas com leve perióstraco amarronzado, brancas, quando descascadas, e circulares, quando vistas por cima ou por baixo. São caracterizadas por sua superfície quase lisa, e principalmente por sua espiral bem baixa, formando um forte ângulo entre a parte superior e inferior da concha, e pela ausência de umbílico. Lábio externo levemente expandido e de coloração branca, sem projeções dentiformes em seu interior.

## Distribuição geográfica
Polydontes torrei é uma espécie endêmica do leste de Cuba, ocorrendo na província de Guantánamo, rio Toa (Baracoa).